# Ensaio técnico

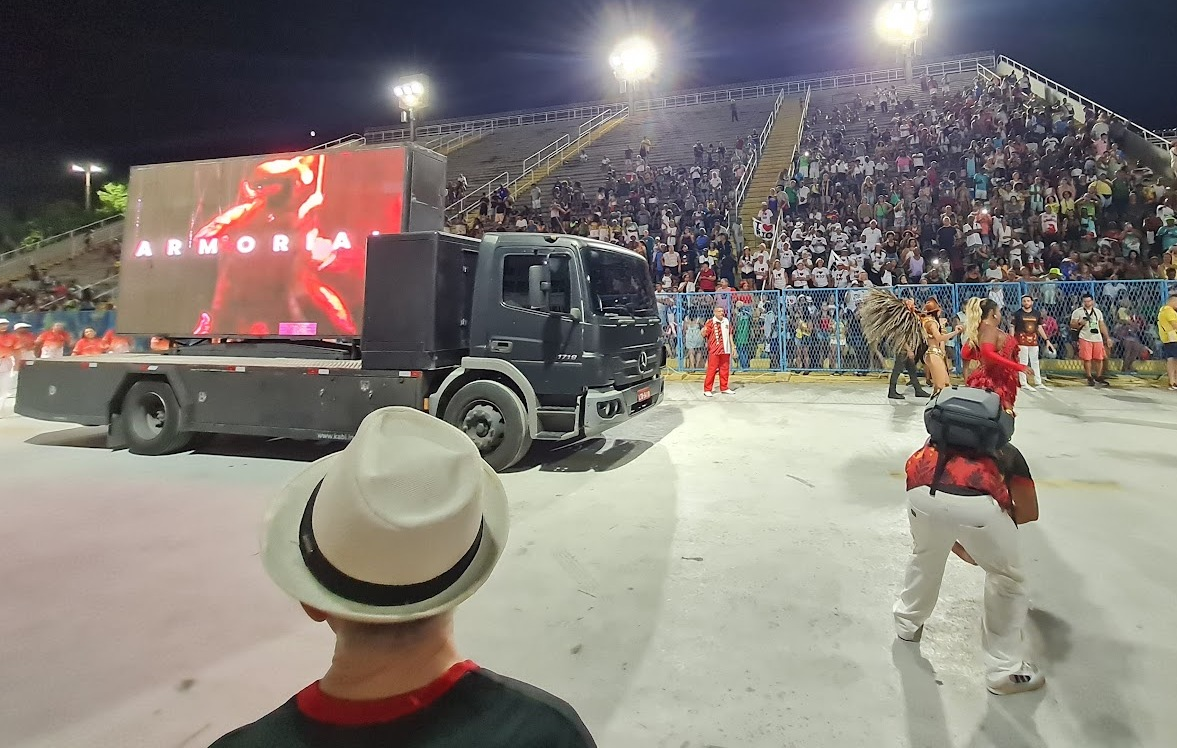
Antonio Nóbrega assistindo ensaio técnico da Porto da Pedra em 2024, na Marquês de Sapucaí. Um caminhão simula um carro alegórico citando o Movimento Armorial.

Um ensaio técnico, no contexto do carnaval brasileiro, é um desfile de carnaval preparatório, que ocorre como etapa final de testes antes do desfile oficial. 

## Rio de Janeiro
No carnaval carioca, os ensaios técnicos ocorrem na Marquês de Sapucaí e fazem parte da agenda oficial das escolas do Grupo Especial e possuem público, incluindo turistas e moradores do Rio. Por ter entrada gratuita, os ensaios técnicos são aproveitados de forma mais econômica pela população, e contam com esquema especial de transporte e segurança. Apesar de não haver, de forma geral, alegorias e fantasias, o teste final contém participantes de todas as alas e o sistema de som completo, com cronometragem do tempo, e datas pré-definidas e bem organizadas, gerando uma atração especial para o público.
Ao menos desde 2022 os ensaios são transmitidos ao vivo pelo YouTube, com narração e comentários de Milton Cunha.
Cada escola possui, via de regra, apenas um ensaio técnico em data pré-definida. Em casos especiais de problemas no ensaio ou de eventos atípicos extremos, os ensaios podem ser remarcados.

## São Paulo
No carnaval paulista a figura do ensaio técnico também se faz presente, com semelhante cobertura e infraestrutura ao carnaval carioca, ocorrendo no sambódromo do Anhembi.